# Journal du Jeudi
Das Journal du Jeudi – meist kurz JJ genannt – ist eine satirische Wochenzeitung aus Burkina Faso. Sie erscheint seit August 1991 jeweils am Donnerstag in Ouagadougou.
Das Journal du Jeudi ist eines der wichtigsten und bekanntesten unabhängigen Presseerzeugnisse Burkina Fasos. Als Satirezeitschrift profitiert JJ von einer gewissen Narrenfreiheit, welche es in politisch delikaten Situationen, wie zum Beispiel rund um die Geschichte der Ermordung Norbert Zongos im Jahre 1998, geschickt zu nutzen wusste.

## Redaktionelle Linie
Unabhängig und regimekritisch mit dem Ziel, einen Beitrag zur demokratischen Kultur Burkina Fasos zu leisten – so lässt sich die redaktionelle Linie in wenigen Worten zusammenfassen. Inhaltliche Schwerpunkte sind nationale und internationale politische und wirtschaftliche Themen. 
Der Fokus der internationalen Beiträge liegt auf den Beziehungen zwischen den westafrikanischen Staaten, den politischen Ränkespielen ihrer Präsidenten, den üblen Machenschaften westafrikanischer Warlords vom Schlage eines Foday Sankoh oder eines Charles Taylor sowie den Beziehungen, die diese beiden Personengruppen untereinander pflegen. 
Das JJ wagt sich aber auch regelmäßig in die burkinische Lokalpolitik, bringt kleinere Skandale ans Licht und gibt in einer Kolumne („moi, Goama“) dem einfachen, armen und ungebildeten Mann von der Straße eine Stimme.
Größere investigative Recherchen sind dem Journal du Jeudi jedoch aufgrund seiner bescheidenen Mittel verwehrt. Das Journal du Jeudi beschäftigt heute rund 15 Mitarbeiter.